# St-Symphorien-les-Carmes (Avignon)

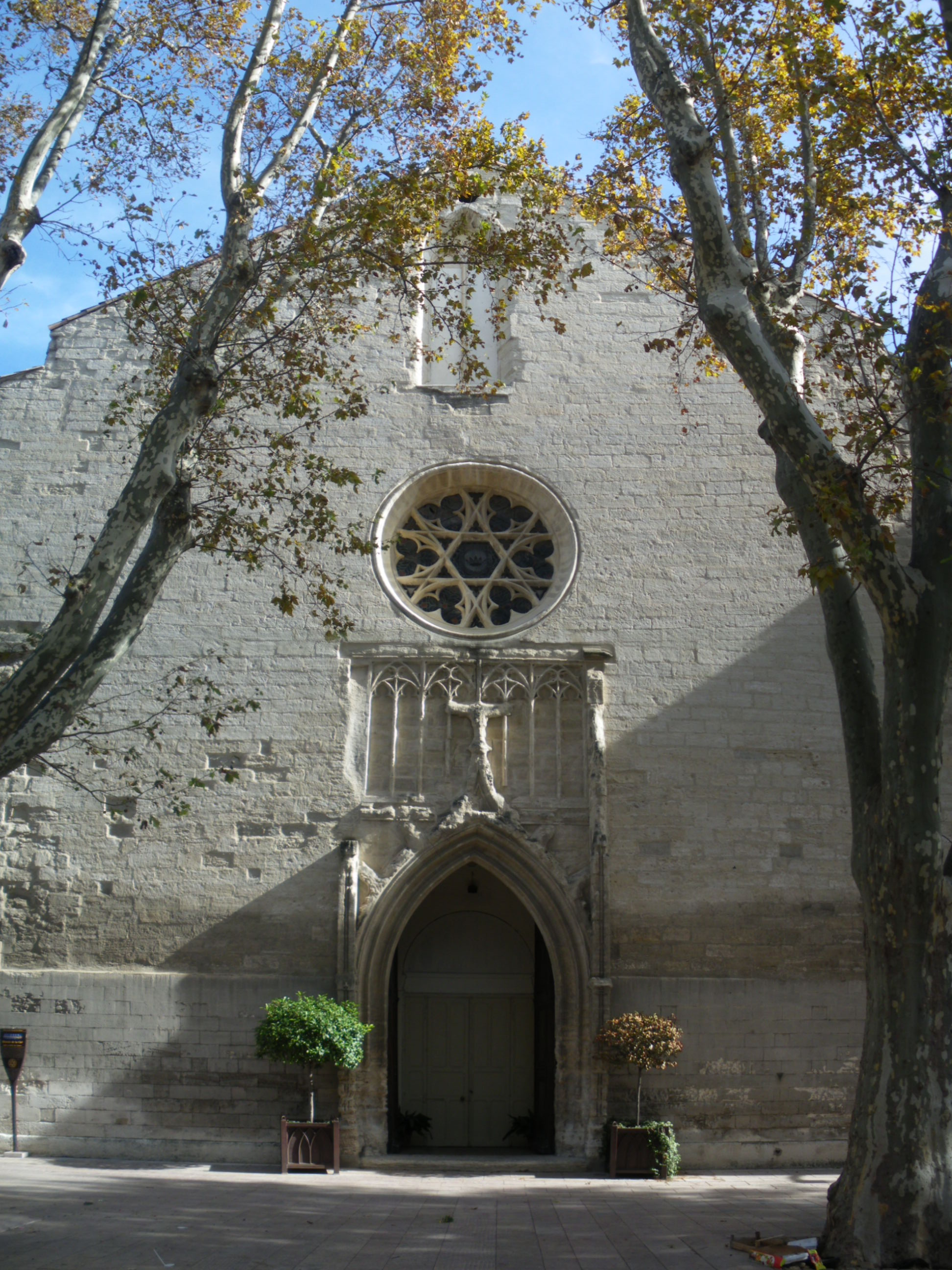
St-Symphorien-les-Carmes

St-Symphorien-les-Carmes (auch Église des Carmes) ist eine römisch-katholische Kirche in der südfranzösischen Stadt Avignon. Sie steht seit 1932 als Monument historique unter Denkmalschutz.

## Lage und Patrozinium
Die Kirche ist Teil des früheren Karmelitenklosters. Sie befindet sich im östlichen Teil der Innenstadt an der Place des Carmes. Sie ist zu Ehren des heiligen Symphorianus geweiht.

## Geschichte

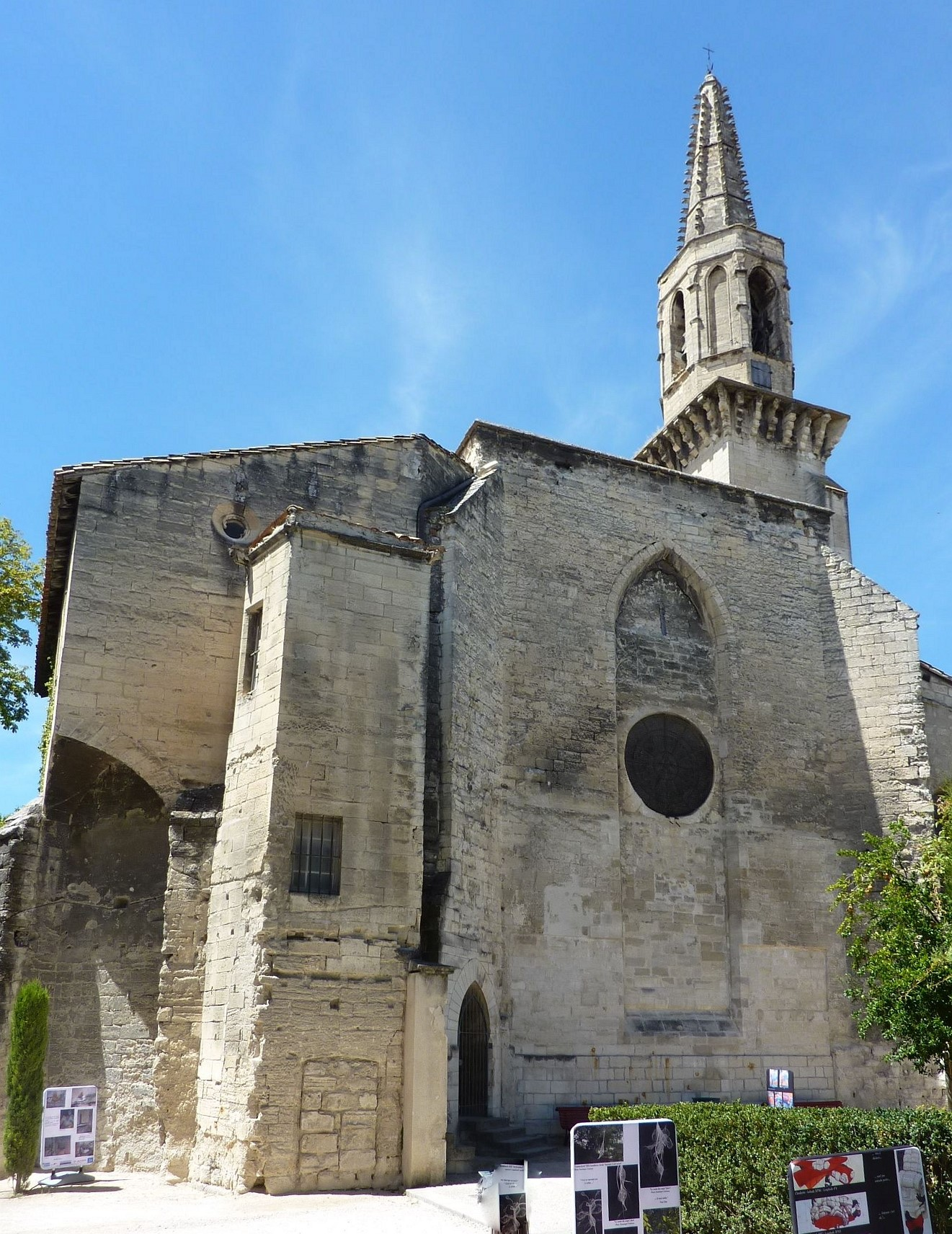
Chor mit Oculus, Glockenturm

1267 ließen sich die Karmeliten in Avignon nieder. Von 1320 bis 1520 dauerte die Errichtung ihres endgültigen Kirchenbaus, der 1672 einstürzte und bis 1678 repariert werden musste. Er überlebte die Französische Revolution, weil ihn die Jakobiner nach der Vertreibung der Mönche zum Versammlungsort wählten. 1803 zog die Pfarrei St-Symphorien, deren Gotteshaus zerstört war, in die Kirche ein.

## Architektur
Die einschiffige hohe gotische Kirche ist sieben Joche lang und verfügt über zweimal sieben Seitenkapellen. Das Gewölbe datiert von 1836. Die Fassade enthält eine Fensterrose. Der Glockenturm endet oktogonal und ähnelt dem der ehemals benachbarten Augustinerkirche in der Rue Carreterie.

## Ausstattung

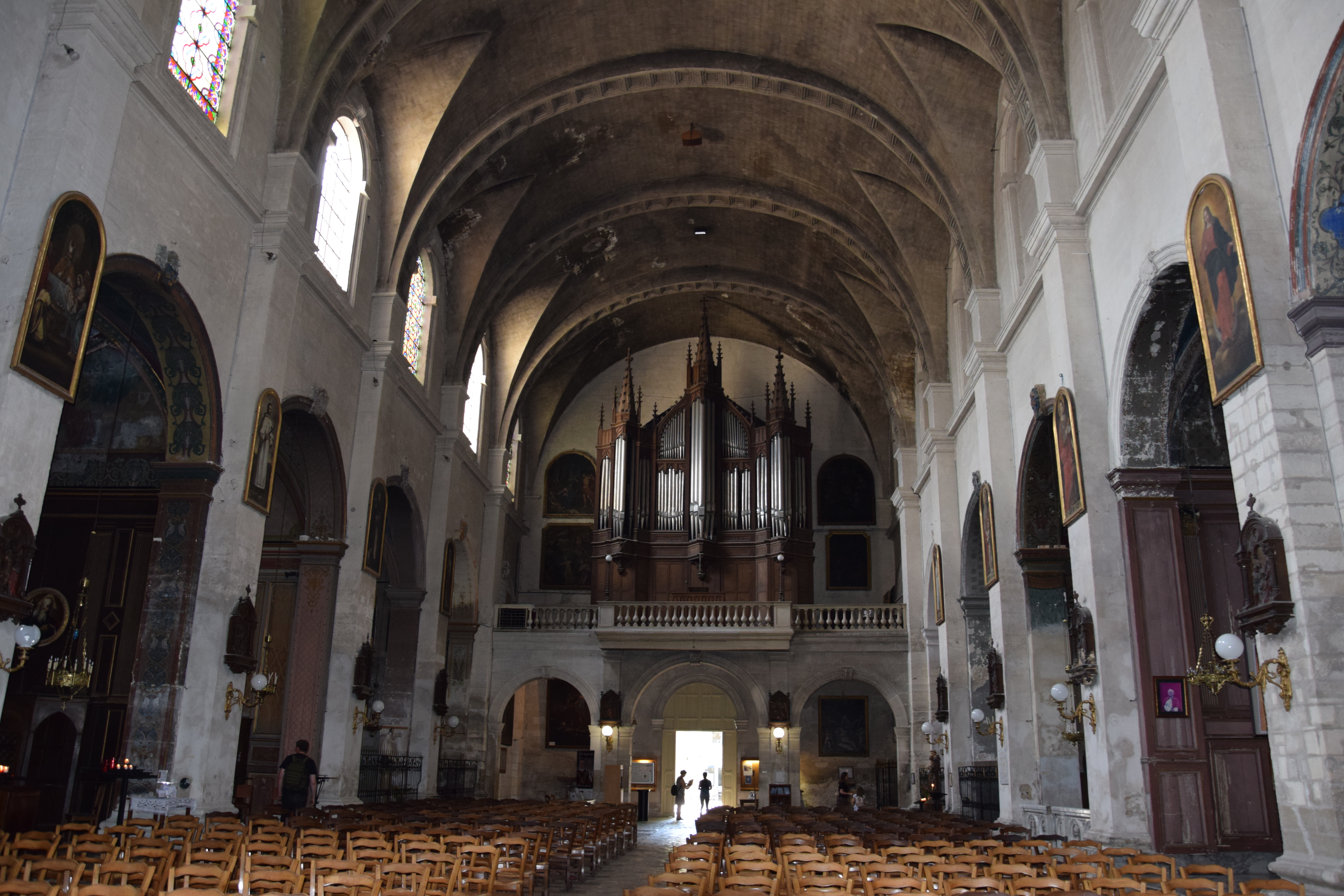
Innenraum Richtung Orgel

Die Kirche enthält Gemälde von Nicolas Mignard, Philippe Sauvan (1697–1792), Pierre Parrocel und des in Emden geborenen Guillaume-Ernest Grève (* 1639). 
Der Orgelbauer Vincent Cavaillé-Coll baute 1868 die Orgel auf der Empore im hinteren Teil der Kirche. 1891 wurde sie das erste Mal restauriert und dabei umgebaut. Die letzte Restaurierung erfolgte im Jahr 1982 durch Pascal Quoirin. Das Instrument verfügt über 41 Register auf drei Manualen und Pedal.